# Zakk Wylde
Zakk Wylde (właśc. Jeffrey Phillip Wielandt; ur. 14 stycznia 1967 w Bayonne) – amerykański muzyk, gitarzysta, kompozytor, wokalista, autor tekstów i multiinstrumentalista. Założyciel zespołu Black Label Society.
W 2004 roku muzyk został sklasyfikowany na 8. miejscu listy 100 najlepszych gitarzystów heavymetalowych wszech czasów według magazynu Guitar World.

## Życiorys
Wylde zaczął grę na gitarze w wieku 8 lat, a w wieku 14 lat pracował w Silverton Music. Dorastał w Jackson w stanie New Jersey, gdzie ukończył szkołę Jackson Memorial High School w 1985 roku. Wylde postanowił, że będzie ćwiczył grę na gitarze nawet 12 godzin dziennie i często grał na niej non-stop pomiędzy przyjściem do domu ze szkoły i wyjściem do szkoły następnego ranka. Wówczas przesypiał dni szkolne.
20 maja 1987 roku, po udanym przesłuchaniu, Zakk Wylde dołączył do zespołu Ozzy’ego Osbourne’a, wokalisty Black Sabbath. W 1990 zespół nagrał płytę No More Tears, uchodzącą za klasyk wśród muzyki heavymetalowej. Kolejny album, wydany w 1993 roku, zatytułowany Live and Loud, potwierdził kunszt gitarowy Zakka Wylde’a.
W tym samym roku Ozzy Osbourne ogłosił zakończenie swojej kariery. Zakk Wylde zdecydował się na założenie własnego zespołu Pride and Glory. W 1994 został wydany album Pride and Glory. Rok później Ozzy Osbourne powrócił na scenę, a Zakk Wylde ponownie dołączył do jego zespołu.
W 1998 roku Zakk założył własny zespół Black Label Society, w którym grał równolegle z zespołem Ozzy’ego Osbourne’a. W 2009 roku opuścił wraz z perkusistą Michaelem Bordinem zespół Ozzyego i skupił się na Black Label Society. W 2010 roku gościnnie wystąpił w 2. odcinku 4. sezonu serialu Californication jako sprzedawca w sklepie z gitarami.
W 2015 roku podczas targów NAMM muzyk zaprezentował swoją firmę Wylde Audio, w tym gitary oraz wzmacniacze. Muzyk tym samym zakończył wieloletnią współpracę z firmą Gibson.

## Życie prywatne
Wylde ożenił się z Barbaranne Marie. Ma czwórkę dzieci: synów Jessego, Hendriksa, Sabbatha oraz córkę Hayley-Rae. 19 stycznia 2009 roku zmarł ojciec Zakka – Jerome F. Wielandt, dzięki któremu Zakk zaczął interesować się muzyką. Jerome F. Wielandt zmarł w wyniku powikłań medycznych.

## Publikacje
- Bringing Metal to the Children: The Complete Berzerker’s Guide to World Tour Domination, 2013, William Morrow Paperbacks, ISBN 978-0-06-200275-4.

## Instrumentarium
| Gitary - Gibson Les Paul Customs with „Bullseye” Graphics Black/Mirrored - Gibson Les Paul Customs with „Bullseye” Graphics Red/Natural - Gibson Les Paul Customs with „Bullseye” Graphics Black/Vintage White - Gibson „Buzzsaw” Les Paul Custom - Gibson „Black Label Society” Les Paul Custom - Gibson „Rebel” Les Paul Custom Confederate Flag - Gibson „Camo Bullseye” Les Paul custom (Stormin Norman) - Jackson Rhoads - Dean Bulls-eye Razorback - Gibson Flying V Bull’s Eye - Gibson Zakk Wylde ZV Custom guitar - Epiphone Graveyard Disciple - GMW Randy Rhoads Flying V in white with black polka dots - GMW Randy Rhoads Flying V in black with white polka dots - Gibson EDS-1275 - Dean „Muddy Bullseye” Splittail Bullseye Graphics - Alvarez Yairi Acoustics - Gibson Dove Acoustic - Gibson Chet Atkins - Epiphone Masterbuilt Acoustic Guitars Struny, przetworniki i kostki gitarowe - Dunlop Zakk Wylde Signature strings (.010 to.060 gauge) - Active EMG 81 and EMG 85 pickups - Dunlop Ultex picks - GHS Zakk Wylde Boomers Electric Guitar Strings |  | Wzmacniacze i kolumny głośnikowe - Marshall JCM-800 2203 amplifiers - Signature JCM800ZW Amp - Marshall Zakk Wylde MG15MSZW Limited Edition Micro Stack - Marshall 1960TV Cabinet - Marshall 1960BX Cabinet - Roland Jazz Chorus - Marshall Bluesbreaker Combo Amp - Lee Jackson Metaltronix Hand Made All Tube Guitar Amp Efekty - Dunlop MXR ZW-44 Dunlop Overdrive pedal - Dunlop ZW-45 Zakk Wylde Signature „Cry Baby” wah-wah pedal - Dunlop MXR m-134 stereo chorus - Dunlop MXR EVH Van Halen signature phase pedal - BOSS SD-1 Super Overdrive - CE-5 Chorus Ensemble - Dunlop Rotovibe - MXR Black Label Chorus - Monster Cable - MXR Wylde Phase pedal - MXR EVH Flanger pedal - Dunlop DC Brick - MXR Carbon Copy pedal |

## Dyskografia
Albumy solowe
| Book of Shadows             | - Data: 18 czerwca 1996 - Wydawca: Geffen Records | –  | –  | –  | –  | –  | –  | - USA: 2,4 tys.+ |
| Book of Shadows II          | - Data: 8 kwietnia 2016 - Wydawca: eOne Music     | 18 | 75 | 39 | 33 | 44 | 70 | - USA: 27 tys.+  |
| „–” album nie był notowany. |                                                   |    |    |    |    |    |    |                  |

Albumy wideo
| Tytuł                         | Dane dot. albumu                                     |
| ----------------------------- | ---------------------------------------------------- |
| Zakk Wylde: Guitar Apprentice | - Data: 19 listopada 2012 - Wydawca: Legacy Learning |

Single
| „Between Heaven and Hell”                                                     | 1996 | –  | –  |                                           | Book of Shadows    |
| „In The Summertime” (Derek Sherinian featuring Billy Idol, Slash, Zakk Wylde) | 2006 | –  | –  |                                           | Blood of the Snake |
| „Porn Star Dancing” (My Darkest Days featuring Chad Kroeger, Zakk Wylde)      | 2010 | 90 | 40 | - CAN: platynowa płyta - USA: złota płyta | My Darkest Days    |
| „The Fearless Must Endure” (Jamey Jasta featuring Zakk Wylde)                 | 2011 | –  | –  |                                           | Jasta              |
| „–” singel nie był notowany.                                                  |      |    |    |                                           |                    |

Inne
| Album                                  | Rok  | Uwagi                                                              | Źródło |
| -------------------------------------- | ---- | ------------------------------------------------------------------ | ------ |
| Ozzy Osbourne – No Rest for the Wicked | 1988 | członek zespołu, gitara, współautor muzyki                         | [ 23 ] |
| Ozzy Osbourne – Just Say Ozzy          | 1990 | członek zespołu, gitara                                            | [ 24 ] |
| Ozzy Osbourne – No More Tears          | 1991 | członek zespołu, gitara, współautor muzyki                         | [ 25 ] |
| Pride and Glory – Pride & Glory        | 1994 | lider zespołu, śpiew, gitara, instrumenty klawiszowe               | [ 26 ] |
| Ozzy Osbourne – Ozzmosis               | 1995 | członek zespołu, gitara, współautor muzyki                         | [ 27 ] |
| Ozzy Osbourne – Down to Earth          | 2001 | członek zespołu, gitara                                            | [ 28 ] |
| Ozzy Osbourne – Live at Budokan        | 2002 | członek zespołu, gitara                                            | [ 29 ] |
| Fozzy – All That Remains               | 2005 | gościnnie gitara                                                   | [ 30 ] |
| Ozzy Osbourne – Black Rain             | 2007 | członek zespołu, gitara, współautor muzyki, instrumenty klawiszowe | [ 31 ] |
| My Darkest Days – My Darkest Days      | 2010 | gościnnie gitara                                                   | [ 32 ] |
| Jamey Jasta – Jasta                    | 2011 | gościnnie gitara                                                   | [ 33 ] |
| William Shatner – Seeking Major Tom    | 2011 | gościnnie gitara                                                   | [ 34 ] |

## Teledyski
| Tytuł                                                                    | Rok  | Reżyseria             | Album              | Źródło |
| ------------------------------------------------------------------------ | ---- | --------------------- | ------------------ | ------ |
| „Porn Star Dancing” (My Darkest Days featuring Chad Kroeger, Zakk Wylde) | 2010 | Brendon Kyle Cochrane | My Darkest Days    | [ 35 ] |
| „Sleeping Dogs”                                                          | 2016 | –                     | Book of Shadows II | [ 36 ] |
| „Lost Prayer”                                                            | 2017 | Justin Reich          | Book of Shadows II | [ 37 ] |

## Filmografia
| Tytuł                                          | Rok  | Rola        | Uwagi                                                      | Źródło |
| ---------------------------------------------- | ---- | ----------- | ---------------------------------------------------------- | ------ |
| „Rock Star”                                    | 2001 | jako Ghode  | dramat, muzyczny, reżyseria: Stephen Herek                 | [ 38 ] |
| Rush: Beyond the Lighted Stage”                | 2010 | jako on sam | film dokumentalny, reżyseria: Sam Dunn, Scot McFadyen      | [ 39 ] |
| „Cry Baby: The Pedal that Rocks the World”     | 2011 | jako on sam | film dokumentalny, reżyseria: Max Baloian, Joey Tosi       | [ 40 ] |
| „God Bless Ozzy Osbourne”                      | 2011 | jako on sam | film dokumentalny, reżyseria: Mike Fleiss, Mike Piscitelli | [ 41 ] |
| „The Rock & Roll Roast of Zakk Wylde”          | 2012 | jako on sam | roast, reżyseria: Bryan Beasley                            | [ 42 ] |
| „Rock and Roll Roast of Dee Snider”            | 2013 | jako on sam | roast, reżyseria: Luke Harrison, Bryan Beasley             | [ 43 ] |
| „The Life, Blood and Rhythm of Randy Castillo” | 2014 | jako on sam | film dokumentalny, reżyseria: Wynn Ponder                  | [ 44 ] |

## Nagrody i wyróżnienia
| Rok  | Kategoria      | Tytułem    | Nagroda                         | Nota      | Źródło        |
| ---- | -------------- | ---------- | ------------------------------- | --------- | ------------- |
| 2005 | Riff Lord      | Zakk Wylde | Metal Hammer Golden Gods Awards | Laur      | [ 45 ]        |
| 2010 | Golden God     | Zakk Wylde | Metal Hammer Golden Gods Awards | Laur      | [ 46 ]        |
| 2010 | Best Guitarist | Zakk Wylde | Revolver Golden Gods Awards     | Laur      | [ 47 ] [ 48 ] |
| 2012 | Riff Lord      | Zakk Wylde | Revolver Golden Gods Awards     | Nominacja | [ 49 ]        |